# Saint-Clément-les-Places
Saint-Clément-les-Places is een gemeente in het Franse departement Rhône (regio Auvergne-Rhône-Alpes) en telt 536 inwoners (1999). De plaats maakt deel uit van het arrondissement Lyon.

## Geografie
De oppervlakte van Saint-Clément-les-Places bedraagt 12,4 km², de bevolkingsdichtheid is 43,2 inwoners per km².
De onderstaande kaart toont de ligging van Saint-Clément-les-Places met de belangrijkste infrastructuur en aangrenzende gemeenten.

## Demografie
Onderstaande figuur toont het verloop van het inwonertal (bron: INSEE-tellingen).